# Mosaic Publishing
Mosaic Publishing war ein britischer Publisher von Computerspielen. Das im Londoner Stadtteil Islington angesiedelte Unternehmen veröffentlichte Spiele externer Studios für damals gängige Heimcomputer. Das Gros der Mosaic-Spiele ist dabei dem Genre Adventure, speziell dem Textadventure, zuzurechnen. Viele der Spiele beruhen auf Lizenzen populärer zeitgenössischer Bücher und Fernsehserien.

## Geschichte
Die Firma wurde im Juli 1983 von Vicky Carne gegründet, die vorher für Sinclair Browne, dem Verlag des Computerpioniers Clive Sinclair, und beim Londoner Verlagshaus Dobson Books gearbeitet hatte. Ihre Geschäftsidee war die Veröffentlichung von auf Büchern basierenden Computerspielen sowie die Bündelung von Spielen und Buchausgaben. Dieses Prinzip war kurz zuvor in den USA populär geworden, und Carne prägte hierfür den in den 1980er-Jahren den in der Branche gängigen Begriff „Bookware“ und ließ als erste Firma Kurzgeschichten und Novellen schreiben, die gedruckt und zur Vertiefung des Spielerlebnisses der Spielumverpackung beigelegt wurden. Durch ihre Verlagstätigkeit kam Carne leicht in Kontakt zu ihr bekannten Literaturagenten, allerdings gab es zu diesem Zeitpunkt in Großbritannien noch keine rechtlichen Grundlagen für die Lizenzierung von Büchern für eine Umsetzung als Spielesoftware. Mosaic Publishing leistete hier Pionierarbeit. Ein signifikanter wirtschaftlicher Erfolg für das Unternehmen war das auf einer Kurzgeschichte von Colin Kapp basierende Adventure The Unorthodox Engineers: The Pen and the Dark, da Carne hierfür einen Vertrag mit einer zu WHSmith gehörenden Buchgemeinschaft abschließen konnte, die den Titel vier Jahre lang als Abonnementtitel für den Fall der Nichtbestellung eines anderen Spiels verwendete. Über 20.000 Einheiten konnten so abgesetzt werden. 1984 veröffentlichte Mosaic ein Buch, das Sachbuch Beyond the Arcade: Adventures and War Games on Your Computer des Autors Nicholas Palmer. Ebenfalls 1984 kam es zu einer fruchtbaren Zusammenarbeit mit dem westenglischen Studio Level 9, das sich mit selbstgeschriebenen Textadventures einen Namen gemacht hatte. Die Lizenzierung von Buchvorlagen übernahm Mosaic, und Level 9 erstellte als Auftragsarbeit drei Textadventures für den Publisher. Der erste dieser Titel, The Saga of Erik the Viking, basierte auf einem preisgekrönten Kinderbuch des Monty-Python-Mitglieds Terry Jones, was dazu führte, dass das Spiel an britischen Junior Schools für Acht- bis Zwölfjährige eingesetzt wurde und so große Absatzzahlen erzielte. Das 1985 veröffentlichte The Secret Diary of Adrian Mole Aged 13¾, basierend auf einem Jugendroman der Schriftstellerin Sue Townsend, verfolgte einen neuen Steuerungsansatz: Statt Spielereingaben durch einen Parser analysieren zu lassen, wurden dem Spieler wie bei einem Spielbuch lediglich mehrere vorgegebene Auswahlmöglichkeiten präsentiert, deren Wahl die Handlung verzweigen lassen. Durch diese Verflachung der Interaktion sollten Zielgruppen erschlossen werden, denen die bis dato gängigen Textadventures zu kompliziert waren. Durch dieses von Vicky Carne und Level-9-Mitbegründer Pete Austin entwickelte Konzept und durch einen Vertrag mit Commodore, die das Spiel in der Weihnachtssaison 1985 gemeinsam mit dem C64 als Paket auslieferten, konnte The Secret Diary über 100.000 Einheiten absetzen und stellte damit den größten wirtschaftlichen Erfolg der Firma dar. Als Nachfolger zu The Secret Diary war eine Umsetzung der Fernsehserie Coronation Street im Gespräch, wegen der beschränkten grafischen Möglichkeiten der damaligen Heimcomputer, eine Fernsehserie adäquat wiederzugeben, entschied man sich aber für eine Hörfunkserie: The Archers basiert auf der gleichnamigen Serie der BBC und wurde wieder von Level 9 umgesetzt; das Skript wurde vom Redakteur der Hörfunkserie, William Smethurst, geschrieben. 1987 erschien ein Nachfolger zu The Secret Diary, The Growing Pains of Adrian Mole, ebenfalls eine Romanumsetzung, zu der Mosaic aber nur die Versionen für die weniger populären Systeme BBC Micro und MSX publizierte; die Versionen für umsatzstärkere Systeme wie den C64 erfolgte durch Virgin Games. Zeitgleich sollte eine durch RamJam Corporation erstellte Umsetzung des Romans The Story of the Amulet von Edith Nesbit erscheinen, jedoch blieb The Growing Pains das letzte von Mosaic veröffentlichte Spiel.
Mitte der 1990er-Jahre gründete Vicky Carne den Versandhändler Business Books Direct und 2000 gemeinsam mit Mike und Pete Austin von Level 9 den Kommunikationsdienstleister Email Reaction, dessen Geschäftsführerin sie Stand 2016 noch war. Zusätzlich arbeitet sie als Hundetrainerin.

## Veröffentlichte Spiele (Auswahl)
| Jahr | Titel                                          | Genre            | Systeme                                                                   | Studio                     | Anmerkung                                                 |
| ---- | ---------------------------------------------- | ---------------- | ------------------------------------------------------------------------- | -------------------------- | --------------------------------------------------------- |
| 1984 | The Unorthodox Engineers: The Pen and the Dark | Textadventure    | BBC Micro, C64, ZX Spectrum                                               | Keith Campbell             | Umsetzung der gleichnamigen Kurzgeschichte von Colin Kapp |
| 1984 | The Width of the World                         | Textadventure    | ZX Spectrum                                                               | Simon Gould                | Umsetzung der gleichnamigen Kurzgeschichte von Ian Watson |
| 1984 | Nomad of Time                                  | Textadventure    | C64                                                                       | Shards Software            | Umsetzung des Romans Zeitnomaden von Michael Moorcock     |
| 1984 | In the Beginning...                            | Geschicklichkeit | C64                                                                       | Humphrey Walwyn            |                                                           |
| 1984 | The Saga of Erik the Viking                    | Textadventure    | BBC Micro, C64, Schneider CPC, ZX Spectrum                                | Level 9                    | Umsetzung des gleichnamigen Kinderbuchs von Terry Jones   |
| 1984 | The Stainless Steel Rat Saves the World        | Textadventure    | C64, ZX Spectrum                                                          | Shards Software            | Umsetzung des gleichnamigen Romans von Harry Harrison     |
| 1985 | The Snow Queen                                 | Textadventure    | C64, ZX Spectrum                                                          | St. Bride’s School         |                                                           |
| 1985 | The Secret Diary of Adrian Mole Aged 13¾       | CYOA             | Atari 8-bit, BBC Micro, C64, MSX, Schneider CPC, ZX Spectrum              | Level 9                    | Umsetzung des gleichnamigen Jugendbuchs von Sue Townsend  |
| 1986 | Twice Shy                                      | Textadventure    | Schneider CPC, ZX Spectrum                                                | RamJam Corporation         | Umsetzung des Romans Fehlstart von Dick Francis           |
| 1986 | The Archers                                    | CYOA             | Atari 8-bit, Commodore 64, MSX, Schneider CPC, Schneider PCW, ZX Spectrum | Level 9                    | Umsetzung der Hörfunkserie The Archers                    |
| 1987 | Yes, Prime Minister                            | Simulation       | BBC Micro, Commodore 64, DOS, Schneider CPC, ZX Spectrum                  | Oxford Digital Enterprises | Umsetzung der gleichnamigen TV-Serie                      |
| 1987 | The Growing Pains of Adrian Mole               | CYOA             | BBC Micro, MSX                                                            | Level 9                    | Umsetzung des gleichnamigen Jugendbuchs von Sue Townsend  |

Angekündigte, aber nicht realisierte Buchumsetzungen waren unter anderem Special Deliverance von Clifford D. Simak, Soldier, Ask Not von Gordon R. Dickson und The World-Thinker von Jack Vance.